# 安迪·海沃德
安迪·海沃德（英語：Andy Hayward，1985年6月22日—），新西兰男子曲棍球运动员。他曾代表新西兰参加2010年和2014年英联邦运动会曲棍球比赛，获得一枚铜牌。他也曾参加2012年夏季奥林匹克运动会。